# Art (runtime)
Art (acronimo di Android RunTime) è un runtime system software introdotto (in modalità anteprima) in Android 4.4 KitKat e che ha sostituito definitivamente la Dalvik virtual machine con il rilascio di Android 5.0 Lollipop. In KitKat è possibile abilitare il runtime manualmente attraverso l'apposita funzione in Settings > developer options.

## Differenze, vantaggi e novità
La vecchia virtual machine Dalvik è basata su tecnologia JIT (just-in-time): ogni app quindi viene compilata solo in parte dallo sviluppatore e sarà poi di volta in volta compito di un interprete software (proprio la Dalvik) eseguire il codice e compilarlo definitivamente in linguaggio macchina in tempo reale, per ogni esecuzione dell'app stessa. Questo ovviamente incide sulle prestazioni anche se permette una maggiore versatilità nello sviluppo di applicazioni che girano su più piattaforme.
ART invece è basato su tecnologia AOT (ahead-of-time), che esegue l'intera compilazione del codice durante l'installazione dell'app e non durante l'esecuzione stessa del software, portando vantaggi in termini di prestazioni e gestione delle risorse.
Questo guadagno di prestazioni e gestione delle risorse in fase di esecuzione si traduce in un maggior costo nei tempi di installazione di un'app, costo che comunque deve essere pagato solo una volta, e che è generalmente quasi impercettibile, specie in vista di hardware sempre più potente.